# Declan Rice
Declan Rice, född 14 januari 1999, är en irländsk/engelsk fotbollsspelare som spelar för Arsenal. Han representerar även Englands landslag.

## Klubbkarriär

### West Ham United
2014 gick han från Chelsea till West Ham United. Den 21 maj 2017 debuterade Rice i Premier League i en 2–1-vinst över Burnley, där han blev inbytt i den 91:a minuten mot Edimilson Fernandes.

### Arsenal
Den 15 juli 2023 värvades Rice av Arsenal.

## Landslagskarriär
Trots att Rice är född i London, England, blev han tillgänglig för Irlands landslag genom sina farföräldrar/morföräldrar som är födda i Cork. Den 19 mars 2017 blev han utsedd till "Årets irländska U17-spelare".